# Henri Greffulhe
Pour les articles homonymes, voir Greffulhe.
Ne doit pas être confondu avec Henry Greffulhe.
Urbain-Alexandre-Henri, comte Greffulhe (29 juillet 1815 à Londres - 8 avril 1879 à Paris), est un homme politique français.

## Biographie
Fis du comte Jean-Henry-Louis Greffulhe, il fut un grand propriétaire dans le département de Seine-et-Marne. Tout dévoué aux idées conservatrices et monarchiques, il joua un rôle politique important pendant la période qui précéda les élections du 14 octobre 1877, comme président du comité formé pour soutenir les candidats conservateurs qui avaient d'ailleurs l'appui officiel du gouvernement du Seize-Mai.
Membre, puis président du Conseil général de Seine-et-Marne, il fut élu, le 15 novembre 1877, par la Chambre haute, sénateur inamovible, en remplacement de Hippolyte de Tocqueville, décédé. Il prit place à droite, et fit partie, jusqu'à sa mort, de la majorité, alors monarchiste, du Luxembourg.